# Mezquitlán
Mezquitlán är en ort i Mexiko.   Den ligger i kommunen Copalillo och delstaten Guerrero, i den sydöstra delen av landet, 160 km söder om huvudstaden Mexico City. Mezquitlán ligger 637 meter över havet och antalet invånare är 508.
Terrängen runt Mezquitlán är kuperad åt sydväst, men åt nordost är den bergig. Mezquitlán ligger nere i en dal. Runt Mezquitlán är det ganska glesbefolkat, med 30 invånare per kvadratkilometer. Närmaste större samhälle är Copalillo, 11,2 km väster om Mezquitlán. I omgivningarna runt Mezquitlán växer huvudsakligen savannskog.